# Macbeth
Macbeth (título completo en inglés, The Tragedy of Macbeth, La tragedia de Macbeth) es una tragedia de William Shakespeare, que se cree que fue representada por primera vez en 1606. Dramatiza los dañinos efectos, físicos y psicológicos, de la ambición política en aquellos que buscan el poder por sí mismo. De todas las obras que Shakespeare escribió durante el reinado de Jacobo I, quien era patrón de la compañía teatral de Shakespeare, Macbeth es la que más claramente reflexiona sobre la relación del dramaturgo con su soberano. Se publicó por primera vez en el Folio de 1623, posiblemente a partir de un prompt book, y es su tragedia más breve.
No hay seguridad absoluta de que la tragedia sea en su totalidad obra de Shakespeare, ya que algunos afirman que ciertos pasajes podrían ser adiciones posteriores del dramaturgo Thomas Middleton, cuya obra La bruja (The Witch) tiene múltiples afinidades con Macbeth.
La obra está libremente basada en el relato de la vida de un personaje histórico, Macbeth, quien fue rey de los escoceses entre 1040 y 1057. La fuente principal de Shakespeare para esta tragedia fueron las Crónicas de Holinshed, obra de la que extrajo también los argumentos de sus obras históricas. Raphael Holinshed se basó a su vez en Historia Gentis Scotorum (Historia de los escoceses), obra escrita en latín por el autor escocés Hector Boece e impresa por primera vez en París en 1527. Para agradar a su mecenas, el rey Jacobo V de Escocia, Boece había oscurecido deliberadamente la figura de Macbeth, con el fin de exaltar a un hipotético antepasado del rey, Banquo.
Es importante resaltar que el texto llega a los tiempos modernos únicamente a través del First Folio, a diferencia de otras obras de Shakespeare de las que además se conservan algunas ediciones en "cuartos", aprobadas unas por el autor y otras provenientes de la memoria de los espectadores. Cierta corriente de la crítica sostiene que, dada la extensión menor de esta obra en relación con otras tragedias del Folio, puede argumentarse que lo que ha llegado a nosotros sea un resumen de la obra completa de Shakespeare, justificado además por la existencia de ciertos pasajes oscuros en el texto que dan la impresión de necesitar información adicional para ser interpretados dentro del contexto de la obra.

## Cronología

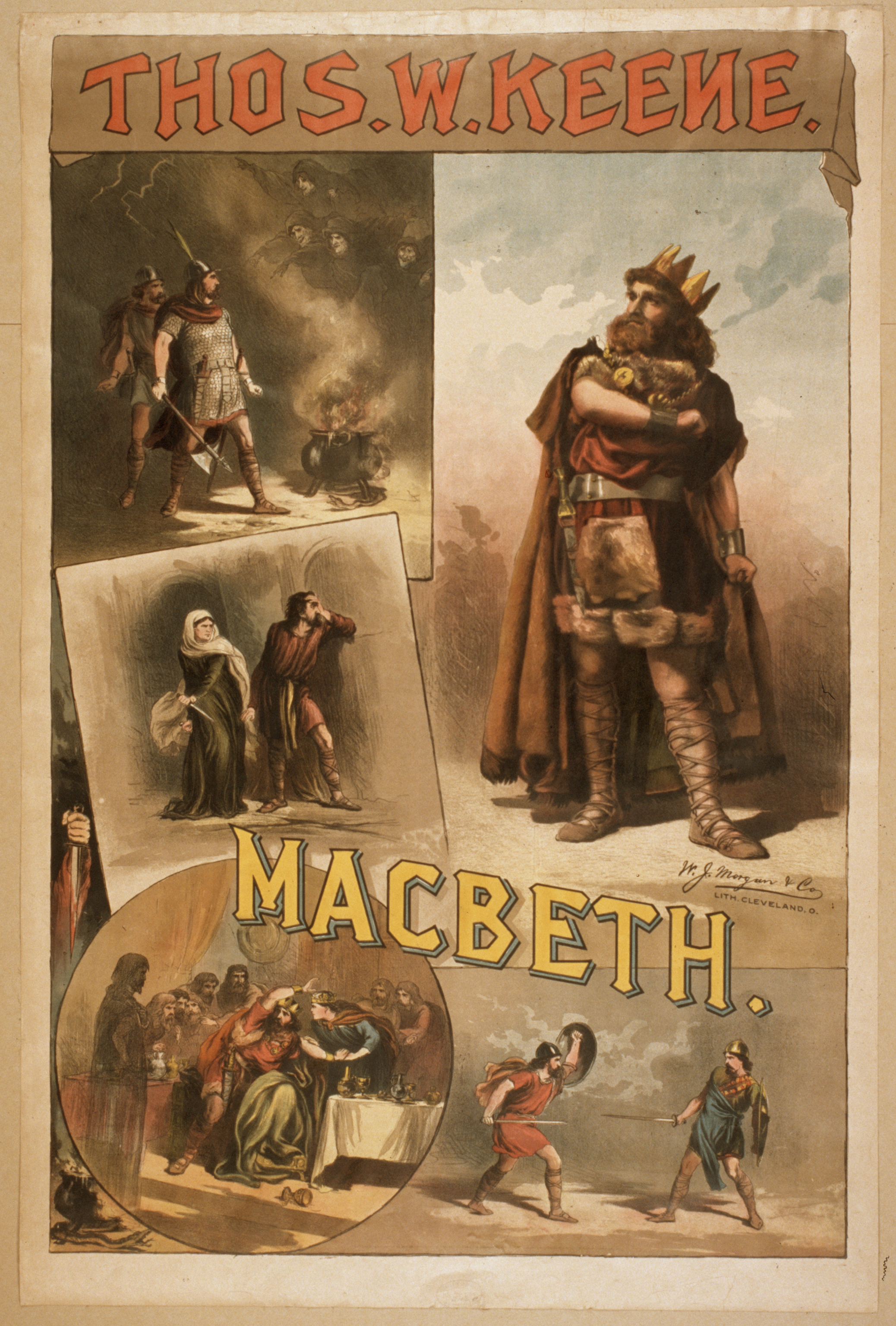
Cartel de la representación protagonizada por Thomas W. Keene para la inauguración del nuevo Chicago Opera House en 1885.

No existe acuerdo en cuanto a la fecha de composición de la obra. Según Henry N. Paul (The Royal Play of Macbeth) se escribió en 1606 aproximadamente. Se basa para ello en un pasaje cómico de la obra (II, 3), interpretado como una alusión a la doctrina jesuítica de la equivocación (equivocation), que podría tener relación con el juicio que tuvo lugar en 1606 contra el jesuita Henry Garnet por su participación en la "Conspiración de la pólvora" de Guy Fawkes. Otros autores creen, sin embargo, que esta doctrina era ya conocida años antes, por lo cual este no resulta un argumento definitivo para la fecha de la obra. También se ha utilizado como argumento para fecharla su posible relación con la entronización de Jacobo VI de Escocia y I de Inglaterra (se hace referencia en la obra a un imaginario antepasado suyo, Banquo), que tuvo lugar en 1603. No obstante, la fecha exacta de composición de la obra no ha podido, hasta el momento, determinarse con seguridad.

## Personajes
- Duncan, rey de Escocia. Basado en un personaje histórico, el rey de Alba Duncan I, muerto en 1040 a manos del Macbeth histórico. En la obra se destaca su benevolencia, para acentuar lo terrible del crimen de Macbeth: «Además, este Duncan ha usado de sus poderes con tal bondad, ha sido tan claro en su gran dignidad, que sus virtudes argüirán como ángeles de lengua de trompeta en contra de la profunda condenación de eliminarle.» (I, 7).[7]
- Malcolm, hijo mayor de Duncan heredero del trono.
- Donalbain, hijo menor de Duncan.
- Lord Macbeth, thane (barón) de Glamis, luego thane de Cawdor y después rey de Escocia.
- Lady Macbeth, esposa de Lord Macbeth.
- Lord Macduff, thane de Fife.
- Lady Macduff, esposa de Lord Macduff.
- Hijo de Lord Macduff y Lady Macduff.
- Banquo, amigo de Macbeth y general en el ejército de Duncan.
- Lennox, Ross, Mentieth, Angus y Caithness, nobles escoceses.
- Fleance, hijo de Banquo.
- Siward, conde de Northumberland, general de las fuerzas inglesas.
- Hijo de Siward.
- Las tres brujas.
- Seyton, armero de Macbeth.
- Hécate reina de las brujas.
- Capitán del ejército escocés.
- Tres asesinos, contratados por Macbeth.
- Dos asesinos que atacan a Lady Macduff.
- Doctor de Lady Macbeth.
- Doctor de la corte inglesa.
- Dama, nodriza de Lady Macbeth.
- Portero de la morada de Macbeth.
- Lord escocés opuesto a Macbeth.
- Primera aparición; cabeza con yelmo.
- Segunda aparición; niño sangrante.
- Tercera aparición; niño coronado.
- Sirvientes, mensajeros, asistentes y soldados.

## Sinopsis

### Acto I
La obra comienza con tres brujas, las tres "Hermanas Fatídicas" hacen un hechizo en el que se ponen de acuerdo acerca de su próximo encuentro con Macbeth. En la escena siguiente, Duncan, rey de Escocia, comenta con sus oficiales el aplastamiento de la invasión de Escocia por noruegos e irlandeses, acaudillados por el rebelde Macdonwald, en la cual Macbeth, thane (barón) de Glamis y primo del rey, ha tenido un importante papel. Duncan se propone darle en recompensa el título de thane de Cawdor.

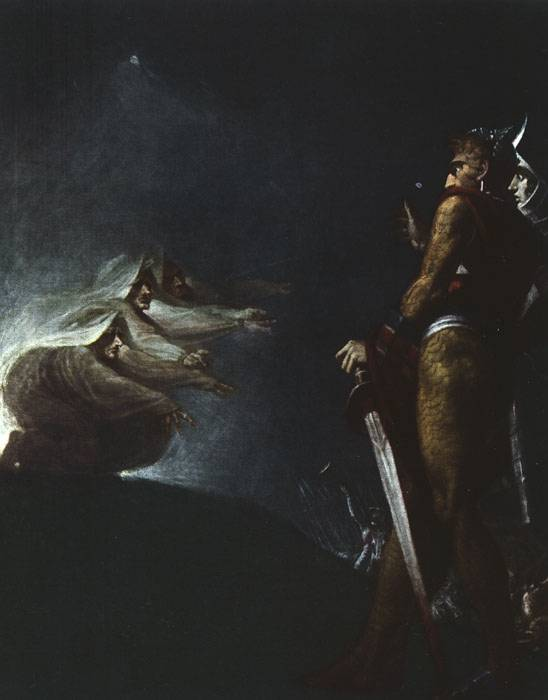
Macbeth y Banquo con las brujas por Johann Heinrich Füssli

Cuando Macbeth y su compañero Banquo cabalgan hacia Forres desde el campo de batalla, se encuentran con las brujas, quienes saludan a Macbeth, primero como thane de Glamis, luego como thane de Cawdor, y por último anunciándole que un día será rey.  A Banquo le dicen que sus descendientes serán reyes. Cuando Macbeth pide a las brujas que le aclaren el sentido de las profecías, ellas desaparecen. Se presenta un enviado del rey (Ross), quien notifica a Macbeth la concesión real del título de thane de Cawdor.

And, for an earnest of a greater honor,

He bade me, from him, call thee Thane of Cawdor:

In which addition, hail, most worthy thane,

For it is thine.

Viendo cumplida la profecía de las brujas, Macbeth comienza a ambicionar el trono. Macbeth escribe una carta a su esposa, en Inverness, explicando las profecías de las brujas. Lady Macbeth, al leer la carta, concibe el propósito de asesinar al rey Duncan para lograr que su marido llegue a ser rey. De improviso se presenta Macbeth en el castillo, así como la noticia de que Duncan va a pasar allí esa noche. Lady Macbeth le expone sus planes. Macbeth duda, pero su esposa lo cizaña, estimulando su ambición.

### Acto II
A la mañana siguiente, se descubre el crimen y Macbeth culpa a los sirvientes de Duncan, a los que previamente ha asesinado, supuestamente en un arrebato de furia para vengar la muerte del rey. Los hijos de Duncan, Malcolm y Donalbain, que se encuentran también en el castillo, no creen la versión de Macbeth, pero disimulan para evitar ser también asesinados. Malcolm huye a Inglaterra y Donalbain, a Irlanda.
Gracias a su parentesco con el fallecido rey Duncan y a la huida de los hijos de este, Macbeth consigue ser proclamado rey de Escocia, cumpliéndose así la segunda profecía de las brujas.

### Acto III
A pesar del éxito de sus propósitos, Macbeth continúa intranquilo a causa de la profecía que las brujas hicieron a Banquo, según la cual este sería padre de reyes. Encarga a unos asesinos que acaben con su vida, y la de su hijo, Fleance, cuando lleguen al castillo para participar en un banquete al que Macbeth les ha invitado. Los asesinos matan a Banquo, pero Fleance consigue huir del lugar. En el banquete, poco después de que Macbeth sepa por los asesinos lo ocurrido, se aparece el espectro de Banquo y se sienta en el sitio de Macbeth. Sólo Macbeth puede ver al fantasma, con el que dialoga, y en sus palabras se hace evidente su crimen.

### Acto IV

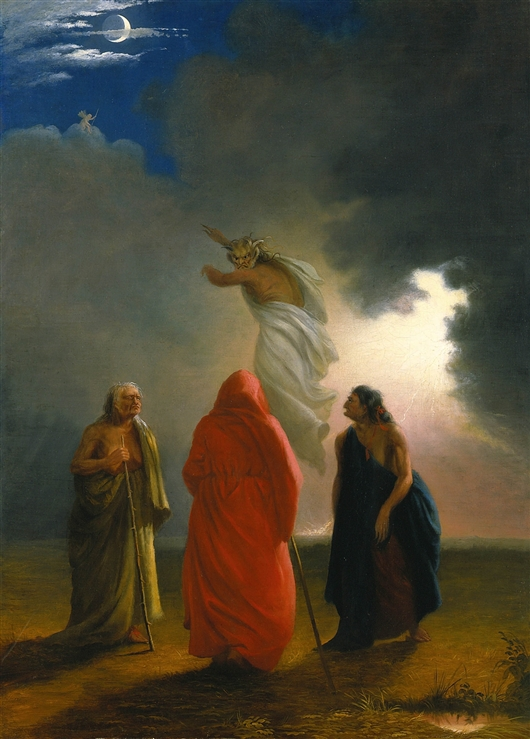
Escena de Macbeth: el conjuro de las brujas (acto IV, escena I). Cuadro de William Rimmer

Macbeth regresa al lugar de su encuentro con las brujas. Inquieto, les pregunta por su futuro. Ellas conjuran a tres espíritus. El primero advierte a Macbeth que tenga cuidado con Macduff. El segundo dice que "ningún hombre nacido de mujer" podrá vencer a Macbeth, y el tercero hace una curiosa profecía:

Macbeth seguirá invicto y con ventura

si el gran bosque de Birnam no se mueve

y, subiendo, a luchar con él se atreve

en Dunsinane, allá en la misma altura.

Estas profecías tranquilizan a Macbeth, pero no se queda satisfecho. Quiere saber también si los descendientes de Banquo llegarán a reinar, como las brujas profetizaron. En respuesta a su demanda, se aparecen los fantasmas de ocho reyes y el de Banquo, con un espejo en la mano, indicando así que ocho descendientes de Banquo serían reyes de Escocia. Un vasallo de Macbeth le notifica que Macduff ha desertado. En represalia, Macbeth decide atacar su castillo y acabar con la vida de toda su familia. La acción se traslada a Inglaterra, donde Macduff, ignorante todavía de la suerte que ha corrido su familia, se entrevista con Malcolm, hijo de Duncan, al que intenta convencer para que reclame el trono. Recibe la noticia de la muerte de su familia.

### Acto V

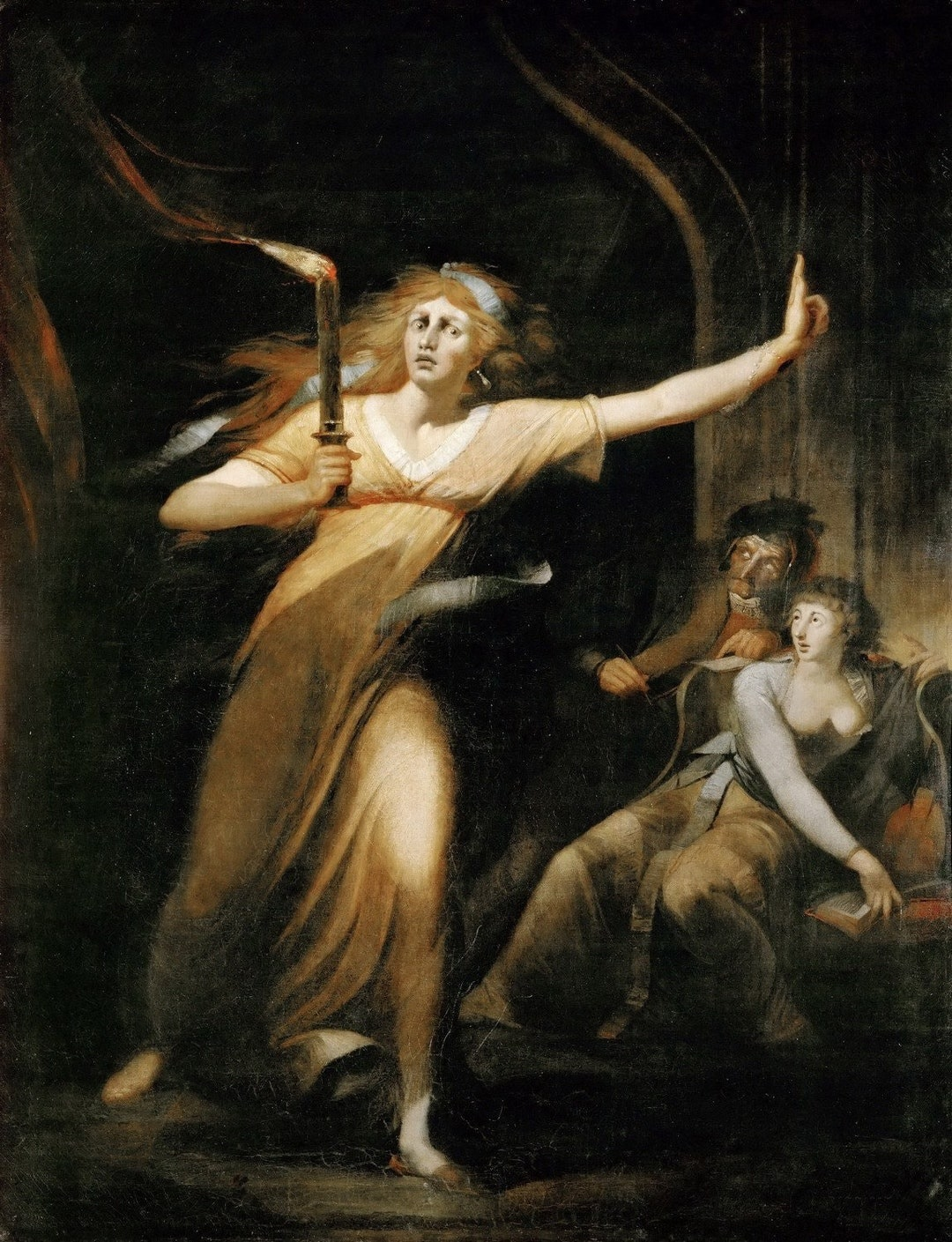
Lady Macbeth sonámbula por Johann Heinrich Füssli

Lady Macbeth empieza a sufrir remordimientos: sonámbula, intenta lavar manchas de sangre imaginarias de sus manos. Malcolm y Macduff, con la ayuda de Inglaterra, invaden Escocia. Macduff, Malcolm y el inglés Siward, conde de Northumberland, atacan el castillo de Dunsinane, con un ejército camuflado con ramas del bosque de Birnam, con lo que se cumple una de las profecías de las brujas: el bosque de Birnam se mueve y ataca Dunsinane. Macbeth recibe la noticia de que el bosque se mueve y de la muerte de su esposa por suicidio. Tras pronunciar un monólogo nihilista, toma la determinación de combatir hasta el final. Tras matar al hijo de Siward, se enfrenta con Macduff. Se siente todavía seguro, a causa de la profecía de las brujas, pero ya era demasiado tarde, debido a que Macduff le revela que su madre había muerto una hora antes de que él naciera, y que los médicos habían realizado una cesárea para mantener a Macduff vivo, y así se cumple la profecía de que «no podría ser matado por ningún hombre nacido de mujer» y comprende que las profecías de las brujas han tenido algunos significados ocultos. Acto seguido, Macduff mata a Macbeth y lo decapita. En la escena final, Malcolm es coronado rey de Escocia. La profecía referente al destino real de los hijos de Banquo era familiar a los contemporáneos de Shakespeare, pues el rey Jacobo I de Inglaterra era considerado descendiente de Banquo.

## Temas y motivos recurrentes
- Ambición y traición. Temas estrechamente relacionados. Macbeth puede verse como una advertencia acerca de los peligros que entraña la ambición. La ambición es el rasgo principal del carácter de Macbeth y de Lady Macbeth, y la causa de su ruina. Aparece por primera vez cuando, a comienzos del acto II, Macbeth asesina a su rey, al que debe lealtad y que acaba además de recompensarle con un título; y se reitera cuando ordena matar a su amigo Banquo, en el acto III. Antes de eso, el tema de la traición había aparecido ya tras la profecía, en el acto III.

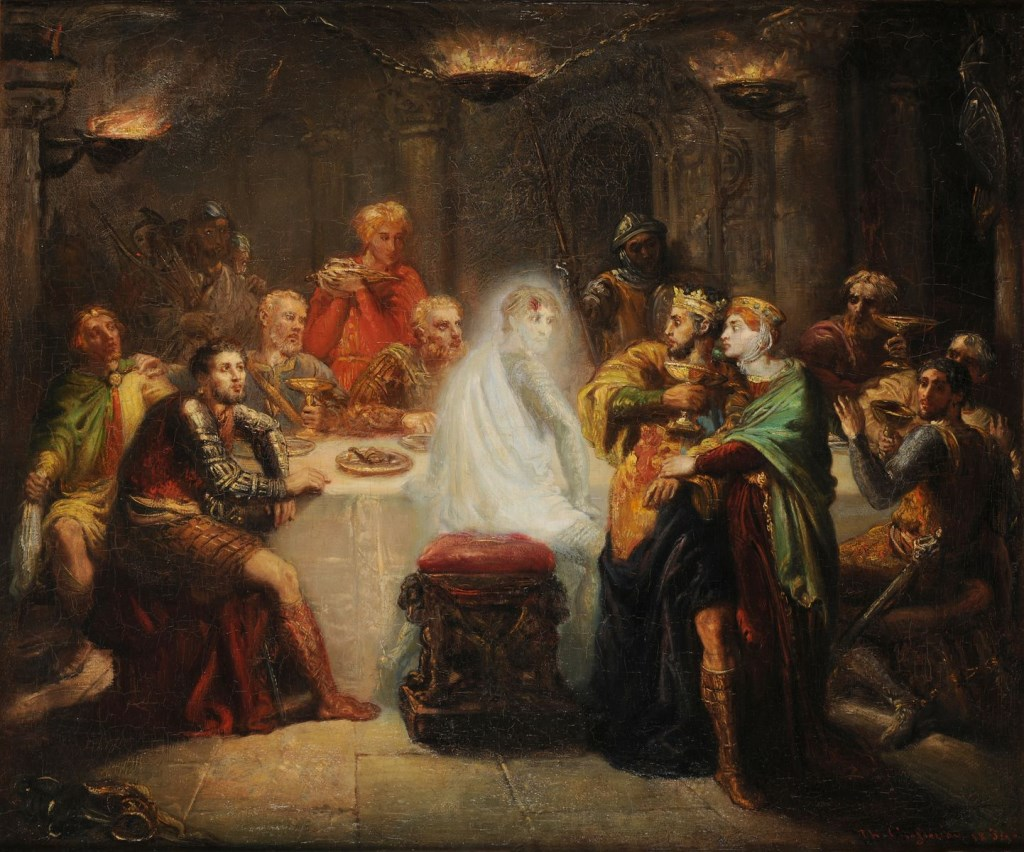
Macbeth viendo el espectro de Banquo por Théodore Chassériau

- Visiones y el sentimiento de culpa. A lo largo de la obra, Macbeth y su esposa sufren varias visiones. En la escena primera del segundo acto, poco antes de asesinar a Duncan, Macbeth cree ver un puñal ensangrentado flotando ante sí. Más adelante, en la escena primera del quinto acto, Lady Macbeth, sonámbula, ve en sus manos manchas de sangre que no consigue lavar, imagen con la que se muestran sus remordimientos por su responsabilidad en el asesinato de Duncan. Una tercera visión —aunque no está claro si se trata de una alucinación de Macbeth, atormentado por su conciencia culpable, o de la aparición sobrenatural de un fantasma— es el espectro de Banquo que se presenta en el banquete (acto III, escena IV).

## Adaptaciones

### Versiones cinematográficas
Existen varias adaptaciones de la obra al cine:
- Macbeth. Británica, muda, protagonizada por Frank Benson en 1911.
- When Macbeth Came to Snakevilla. 1914
- Macbeth, dirigida por John Emerson en 1916.
- Macbeth, dirigida por Orson Welles en 1948.
- Trono de sangre, dirigida por Akira Kurosawa en 1957. Es una recreación de la tragedia, ambientada en el Japón medieval.
- Lady Macbeth en Siberia (Sibirska Ledi Magbet, Andrzej Wajda), 1962. Wajda rueda en Yugoslavia esta película sobre las deportaciones a Siberia en la época de los zares. Inspirada más bien en el cuento de Nikolái Leskov.
- Cabezas cortadas (Glauber Rocha), 1970. Se rodó en España y se estrenó en 1979 en Brasil, país del director, perteneciente al movimiento «cinema novo». Esta versión libre de «Macbeth» contra las dictaduras está protagonizada por Paco Rabal, Emma Cohen y Luis Ciges.
- Macbeth, dirigida por Roman Polanski en 1971
- Macbeth, dirigida por Philip Casson en 1979.
- Macbeth, dirigida por Béla Tarr.
- Macbeth, de Jack Gold, 1983.
- Macbeth (Claude d'Anna), 1987. Filmación de la ópera de Giuseppe Verdi, basada en «Macbeth».
- Men of Respect, versión gánster de «Macbeth» ambientada en Nueva York, protagonizada por John Turturro en 1990.
- Sangrador, dirigida por Leonardo Henríquez en 1999.
- Maqbool, escrita y dirigida por Vishal Bhardwaj, ambientada en Bombay, India.
- "Shakespeare Re-Told: Macbeth, BBC TV serie (2005 con James McAvoy como Joe Macbeth).
- Macbeth, dirigida por Geofrey Wright en 2006
- Macbeth, dirigida por Justin Kurzel en 2015 con Michael Fassbender como Macbeth y Marion Cotillard como Lady Macbeth.
- La tragedia de Macbeth, dirigida por Joel Coen en 2021 con Denzel Washington como Macbeth y Frances McDormand como Lady Macbeth.

### Versiones literarias
- Voodoo Macbeth,  una adaptación de Orson Welles de 1936 con un elenco totalmente afroamericano, ambientada en Haití y con las brujas substituidas  por hechiceras vudú.
- MacBird, un drama contracultural de 1966 de Barbara Garson presentando al presidente estadounidense Lyndon Johnson como Macbeth.
- Macbett, obra de 1972 de Eugène Ionesco que satiriza la original.
- Lady Macbeth de Mtsensk, cuento de Nikolái Leskov, vagamente relacionado con la obra de Shakespeare.
- Brujerías (Wyrd Sisters), novela de 1988 de Terry Pratchett, cuyo argumento combina elementos de Macbeth y Hamlet.
- La señora Macbeth obra de Griselda Gambaro, escrita en 2003
- Imitation of Life, obra corta del dramaturgo peruano Gino Luque.

### Adaptaciones musicales
- La ópera Macbeth (1847) de Giuseppe Verdi.
- La ópera Macbeth (1910) de Ernest Bloch.
- Lady Macbeth de Mtsensk, ópera de Dmitri Shostakóvich inspirada en la historia homónima de Nikolái Leskov.
- Macbeth es uno de los primeros poemas sinfónicos de Richard Strauss (1890).
- El álbum Thane to the Throne (2000), un álbum conceptual del grupo estadounidense Jag Panzer.
- El álbum A Tragedy in Steel (2002), un álbum conceptual del grupo alemán Rebellion.
- El ballet "Sortilegio de Sangre" Coreografía de Fernando Romero, y música de José Nieto. Estrenado el 21 de septiembre de 2012 en la Bienal de Flamenco de Sevilla.